# Xesturida laevis
Xesturida laevis är en skalbaggsart som beskrevs av Thomas Casey 1906. Xesturida laevis ingår i släktet Xesturida och familjen kortvingar. Inga underarter finns listade i Catalogue of Life.